# Nokiásdoboz
A nokiásdoboz 2010 tavaszán, az országgyűlési választási kampány idején vált a korrupció szimbólumává a magyar közéletben, illetve az interneten, annak nyomán, hogy Balogh Zsolt, a BKV volt vezérigazgatója a Magyar Nemzetnek azt nyilatkozta, hogy telefondobozban adott át 15 millió forint készpénzt Budapest MSZP-s főpolgármester-helyettesének, Hagyó Miklósnak, és azóta tudja, hogy ennyi pénz éppen belefér egy Nokia-dobozba. Bár Balogh erről a rendőrségen is vallomást tett, a BKV-ügy bírósági tárgyalása során 2012-ben visszavonta összes állítását. Az ügyészség azonban kijelentette: nem lehet az eljárás részévé tenni Balogh Zsolt tanúként tett vallomásait, mert azok államtitkot képeznek. 2015 márciusában azonban Balogh egy Hagyó Miklóssal történt szembesítés során megismételte, hogy nem volt semmiféle nokiás doboz. Elmondása szerint azért tette terhelő vallomását, hogy ne tartóztassák le, mint a többieket, és elnézést kért Hagyó Miklóstól.
Az első vallomás nagy hatással volt a választások előtti közhangulatra, és így befolyásolta azok kimenetelét is. Ezután a nokiás doboz mint fogalom önálló életre kelt az internetes közösségben. Egyfajta mértékegység is lett, pontosan 15 millió forintot jelöl. Blogot indítottak a nokiás dobozról, ahová az olvasók tölthették fel, hogy ők mi mindent tudtak belepakolni egy nokiás dobozba. Egyre több humoros fotómontázs jelent meg, rajongói klub alakult Facebook internetes közösségben, valamint a szót a korrupciós pénzek szinonimájaként kezdték emlegetni.